# 동해지방해양안전심판원
동해지방해양안전심판원(東海地方海洋安全審判院, Donghae Regional Maritime Safety Tribunal)은 중앙해양안전심판원의 소속기관이다. 1999년 8월 6일 발족하였으며, 강원특별자치도 동해시 한성로 141-1에 위치하고 있다. 원장은 고위공무원단 나등급에 속하는 임기제 일반직공무원으로 보한다.

## 연혁
- 1985년 9월 1일: 중앙해난심판원 소속으로 동해지방해난심판원 설치.
- 1999년 8월 6일: 중앙해양안전심판원 소속 동해지방해양안전심판원으로 개편.

## 관할구역
대한민국 국내
- 경상북도와 경상남도의 해안경계[1]로부터 진방위(眞方位) 90도로 일본국 효고 현의 해안까지 그은 선 이북의 영해
- 함경북도
- 함경남도
- 강원특별자치도
- 경상북도[2]

대한민국 국외
- 경상북도와 경상남도의 해안경계로부터 진방위 90도로 일본국 효고 현의 해안까지 그은 선 이북의 한반도 해안과 동경 150도의 자오선까지의 시베리아의 해안, 경상북도와 경상남도의 해안경계로부터 진방위 90도로 일본국 효고 현의 해안까지 그은 선, 그 이동(以東)의 일본국 혼슈의 서부와 북부 해안, 혼슈 동북쪽 끝의 시리야사키[3]로부터 진방위 90도로 동경 150도의 자오선까지 그은 선 및 그 동쪽 끝으로부터 자오선을 따라 북으로 시베리아 해안까지 그은 선을 연결한 선으로 둘러싸인 수역 중 국외의 수역과 이에 접속된 하천에서 발생한 사건
- 동은 서경 120도, 서는 동경 150도의 자오선 사이의 수역과 이에 접속된 하천에서 발생한 사건

## 조직

### 원장
- 심판관실[4]
- 조사관실[5]